# Аспасія Манос
Аспасія Манос (4 вересня 1896 — 7 серпня 1972) — таємна королева Греції (у шлюбі з Олександром I), після смерті чоловіка і приходу до влади короля Костянтина I — принцеса «Олександра Грецька і Данська». Через суперечки з приводу її шлюбу її називали «мадам Манос», а не «королева Аспасія».

## Біографія
Народилася в Афінах в родині полковника Петроса Маноса (1871—1918) і його першої дружини Марії Аргіропулос (1874—1930). Сім'я Манос вела походження, зокрема, від греків-фанаріотів, що жили в Константинополі. Деякі з її предків були важливими військовими фігурами в період грецької Війни за незалежність, деякі були лідерами грецьких громад в Константинополі протягом столітніх панувань Османської імперії, а деякі були навіть панівними князями в дунайських провінціях імперії. Вона належала до однієї з найбільш аристократичних сімей Греції і багатьма вважалася підходящою дружиною для грецького царя, але не тими, хто вважали, що король може одружитися тільки з жінкою королівської крові.
4 листопада 1919 року в палаці Татой Аспасія Манос вступила в шлюб з королем Олександром таємно, тобто уклавши цивільний шлюб. Ця подія викликала скандал, і пара була змушена тимчасово тікати в Париж. Вона так і не прийняла титул королеви і була відома як «мадам Манос» серед обізнаних про шлюб.
Народила принцесу Олександру Грецьку через 5 місяців після смерті Олександра в Татоє (він помер від сепсису після укусу мавпи), який прожив менше року в цьому шлюбі. Його батько, король Костянтин I, був відновлений на грецькому престолі через місяць після смерті Олександра і повернувся із заслання. Його уряд офіційно розглядав період короткого правління його покійного сина як регентство, це означало, що шлюб Олександра, укладений без дозволу батька або глави грецької православної Церкви, був юридично незаконним, весілля недійсним, а діти, народжені в шлюбі — незаконнонародженим.
На прохання матері Олександра, королеви Софії, в липні 1922 був прийнятий закон, що дозволив королю заднім числом визнати шлюби членів королівської сім'ї, не пов'язнені з успадкування престолу. У зв'язку з цим король Костянтин видав указ, оголошений 10 вересня 1922 року, про визнання шлюбу Олександра з Аспасією. Відтепер їй та її доньці було надано титул «Принцеса Греції і Данії» і право називатися Королівською Високістю. Це звернення було прийнято для всіх членів грецької королівської сім'ї, які не мали прав на престол, і також могли походити від молодшої гілки правлячої в Данії династії.
Олександра пізніше одружилася з Петром II, королем Югославії.
Аспасія Манос і її дочка були єдиними членами Глюксбургської династії, грецького королівського дому, при цьому грецького походження. Як і більшість європейських королівських родин XX століття, родовід Глюксбургів був виключно німецьким.
Через поєднання проблем зі здоров'ям у дочки і зятя, фінансово обтяжливих обставин і проблемного шлюбу Аспасія була опікункою для свого онука Олександра, наслідного принца Югославії (народ. в 1945 році). Вона виховувала його переважно в Англії.
Померла в Венеції і була спочатку похована на кладовищі острова Сан-Мічел, недалеко від Венеції. Її останки були пізніше перенесені на ділянку Королівського кладовища в парку Тато поруч з Декель (23 км на північ від Афін).